# Taifa Saikou
Taifa Saikou ist eine Ortschaft im westafrikanischen Staat Gambia.
Nach einer Berechnung für das Jahr 2013 leben dort etwa 1088 Einwohner, das Ergebnis der letzten veröffentlichten Volkszählung von 1993 betrug 761.

## Geographie
Taifa Saikou liegt am südlichen Ufer des Gambia-Flusses in der Central River Region, Distrikt Fulladu West. Der Ort liegt unmittelbar an der South Bank Road, Gambias wichtigster Fernstraße. Auf dieser Straße ist Taifa Saikou zwischen Fula Bantang und Brikama Ba rund 5,2 Kilometer östlich von Fula Bantang entfernt.